# Höri-Bülle

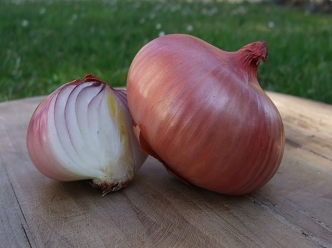
Die Höri-Bülle

Die Höri-Bülle ist eine rote Speisezwiebel (Bülle ist die im lokalen alemannischen Dialekt gebräuchliche Benennung für Zwiebel), die traditionell auf der Bodensee-Halbinsel Höri angebaut wird. Seit dem 11. März 2014 ist die Höri-Bülle bei der EU als geschützte geographische Angabe (g.g.A.) registriert.

## Beschreibung

### Aussehen

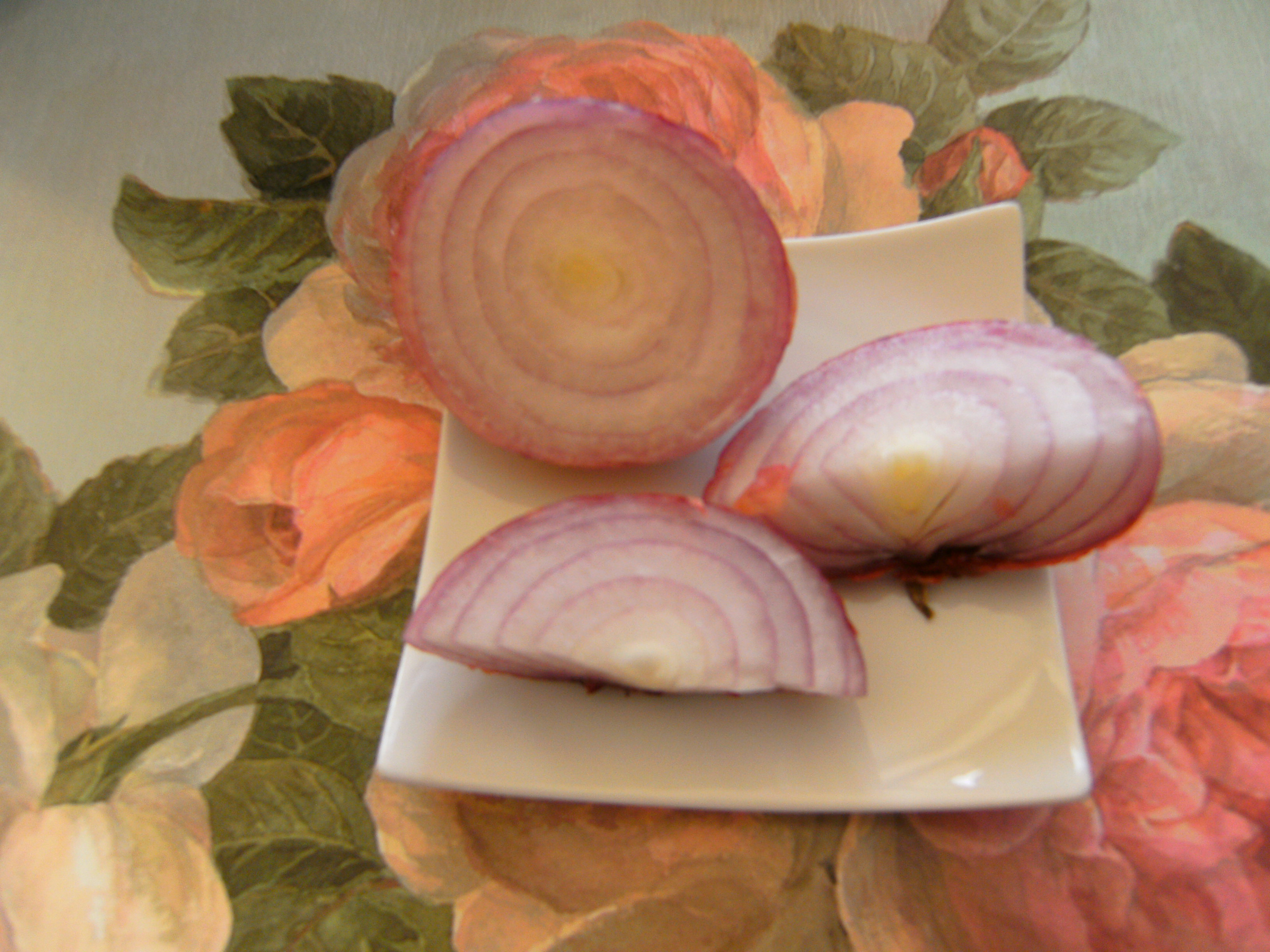
Höribülle mit typischer bauchiger Form, gehälftelt und geviertelt

Die Außenhaut hat eine eher helle rotbraune Färbung, die im Gegensatz zu dunkelroten Sorten beim Aufschneiden nicht abfärbt. Im Querschnitt erkennt man hellrote Trennschichten zwischen den einzelnen Zwiebelschalen. Die typische flache, bauchige Form der Höri-Bülle eignet sich besonders gut zum Flechten der traditionellen Zwiebelzöpfe. Ihre etwas weichere Konsistenz macht sie druckempfindlich und erfordert besondere Sorgfalt bei der traditionellen Handernte. Die Lagerfähigkeit wird dadurch ebenfalls eingeschränkt.

### Geschmack
Der Geschmack der Höri-Bülle ist vor allem durch das zarte Aroma und die milde, unaufdringliche Schärfe gekennzeichnet. Dadurch eignet sie sich zum rohen Verzehr und macht sie damit zu einer Zutat für den in der Region beliebten Wurstsalat. Beim Garen entfaltet sich ihre Schärfe, ohne dass dabei die charakteristische rote Färbung verloren geht.

## Anbau

### Anbaugebiet
Der Anbau der Höri-Bülle ist auf die namengebende Region, die Halbinsel Höri, begrenzt. Diese liegt am westlichen Ende des Bodensees zwischen dem deutschen Radolfzell und dem schweizerischen Stein am Rhein. Schwerpunkt des Zwiebelanbaus ist hier die Gemeinde Moos mit den Ortsteilen Moos, Iznang, Bankholzen und Weiler.
Das milde Klima in unmittelbarer Nähe des Bodensees, der als Wärmespeicher wirkt, und der dunkle Moorboden begünstigen den Gemüseanbau, der hier das Landschaftsbild immer noch deutlich prägt.

### Anbaumethode
Die Höri-Bülle wird ausschließlich durch eigene Nachzucht vermehrt. Samen sind im Handel nicht erhältlich. In den Gemüsebauernfamilien sind es meistens die älteren Generationen, die sich übers Jahr der arbeitsintensiven Nachzucht und Pflege der Samen widmen.
Nach der Ernte im August werden beim Sortieren der Zwiebeln immer wieder die besten und schönsten Zwiebeln zur Nachzucht beiseitegelegt. Mitte März werden diese Zwiebeln, die nun bereits austreiben, eingepflanzt; je vier um einen Stock, an dem später die langen Triebe mit den Blütendolden aufgebunden werden.
Wenn sich im Sommer an den noch grünen Dolden Samen gebildet haben, werden sie abgeschnitten und getrocknet. Die reifen, tief schwarz gefärbten Samen werden von Hand ausgerieben und gewaschen. Dabei schwimmen Spreu und „schlechte“ Samen oben auf, gute Samen sinken ab. Dieser Vorgang wird mehrmals wiederholt. Danach werden sie mehrere Tage getrocknet. Durch Sieben werden die Samen nach Größe sortiert. Die Samen sind maximal zwei bis drei Jahre haltbar, wobei sich die Qualität mit der Zeit verschlechtert. Die Samen werden im März gesät. Während des Wachstums muss drei bis viermal Unkraut gejätet werden. Da die Zwiebeln relativ druckempfindlich sind, können sie bei der Ernte ab August nicht maschinell geerntet werden. Nur der Boden unter den Zwiebeln wird gelockert. Die Ernte erfolgt von Hand. Die Wurzeln und verdorrten Stängel werden abgeschnitten, die Knollen gereinigt und bis zum Verkauf zum Trocknen ausgebreitet. Die Höri-Bülle ist nur bis etwa März/April lagerfähig, was als Nachteil gegenüber handelsüblichen Sorten anzusehen ist.

### Anbaumengen
In den Jahren 1856–1890 lag die Anbaufläche der Gesamtgemeinde Moos für die Höri-Bülle bei 7–16 Hektar. Das entsprach einer durchschnittlichen Anbaumenge von 30 bis 65 Tonnen. Der Anteil der Zwiebelanbaufläche an der Gesamtanbaufläche für Kräuter, Gemüse und Zwiebel betrug zwischen 45 % und 65 %.
Der Anbau von Zwiebeln (Bülle) hatte bis in die 1970er-Jahre ein besonderes Gewicht: Die Höri-Bülle war für die Vordere Höri das charakteristische landwirtschaftliche Erzeugnis. Die heutige Anbaufläche beträgt schätzungsweise 3 bis 4 Hektar.
Die starke Mechanisierung in der Landwirtschaft, insbesondere in der nachgelagerten Weiterverarbeitung im Handel und der Lebensmittelherstellung, wie z. B. Sortieranlagen, Schäl- und Schneidemaschinen führte in den letzten 10 bis 15 Jahren zu einem starken Rückgang des Anbaus der Höri-Bülle. Ihre ovale Form ist für diese Maschinen schlecht bis gar nicht verarbeitbar. Aufgrund schlechterer Lagerfähigkeit und aufwändigeren Anbaus (Samengewinnung, Handernte) sinkt die Anbaumenge stetig. Im August 2008 wurde die Höri-Bülle bei Slow Food Deutschland als Passagier in die Arche des Geschmacks aufgenommen, um einen Beitrag zur Erhaltung dieser besonderen Zwiebelsorte zu leisten.

## Absatzmärkte

### Historische Absatzmärkte
Die Hauptabsatzmärkte waren Jahrhunderte hindurch jeweils im September die Zwiebel- oder Böllemärkte in den Schweizer Städten Stein und Schaffhausen am Rhein und Rorschach am Bodensee. Der Transport erfolgte mit Planwagen und auf Schiffen.
Zum Schaffhauser Zwiebelmarkt vor 1912 wurden allein in Gaienhofen am Untersee in den letzten Augusttagen 675 Säcke, etwa 70 t, Hörizwiebeln auf ein Schweizer Dampfschiff verladen und nach Schaffhausen befördert. Dort sank der Marktpreis je Zentner von 6 Franken auf 2,5 Franken.
Durch veränderte deutsch-schweizerische Grenz- und Zollverhältnisse am Untersee und Rhein entwickelte sich in den letzten Jahrzehnten immer mehr der Konstanzer Zwiebelmarkt zu einer zentralen Sammel- und Absatzstelle für die Zwiebelbauern der Höri, der Insel Reichenau und des Konstanzer Anbaugebietes im Tägermoos (auf schweizerischem Boden).
Der Böllemarkt fand traditionsgemäß in Verbindung mit der Konstanzer Herbstmesse jeweils am ersten Montag im September statt. Händler und Großverbraucher kauften da den Großteil der Zwiebelernte. Die Restbestände setzten die Höri-Landwirte im Herbst und Winter auf den Wochenmärkten in den Städten Radolfzell am Bodensee und Singen (Hohentwiel) ab.

### Neue Absatzmärkte

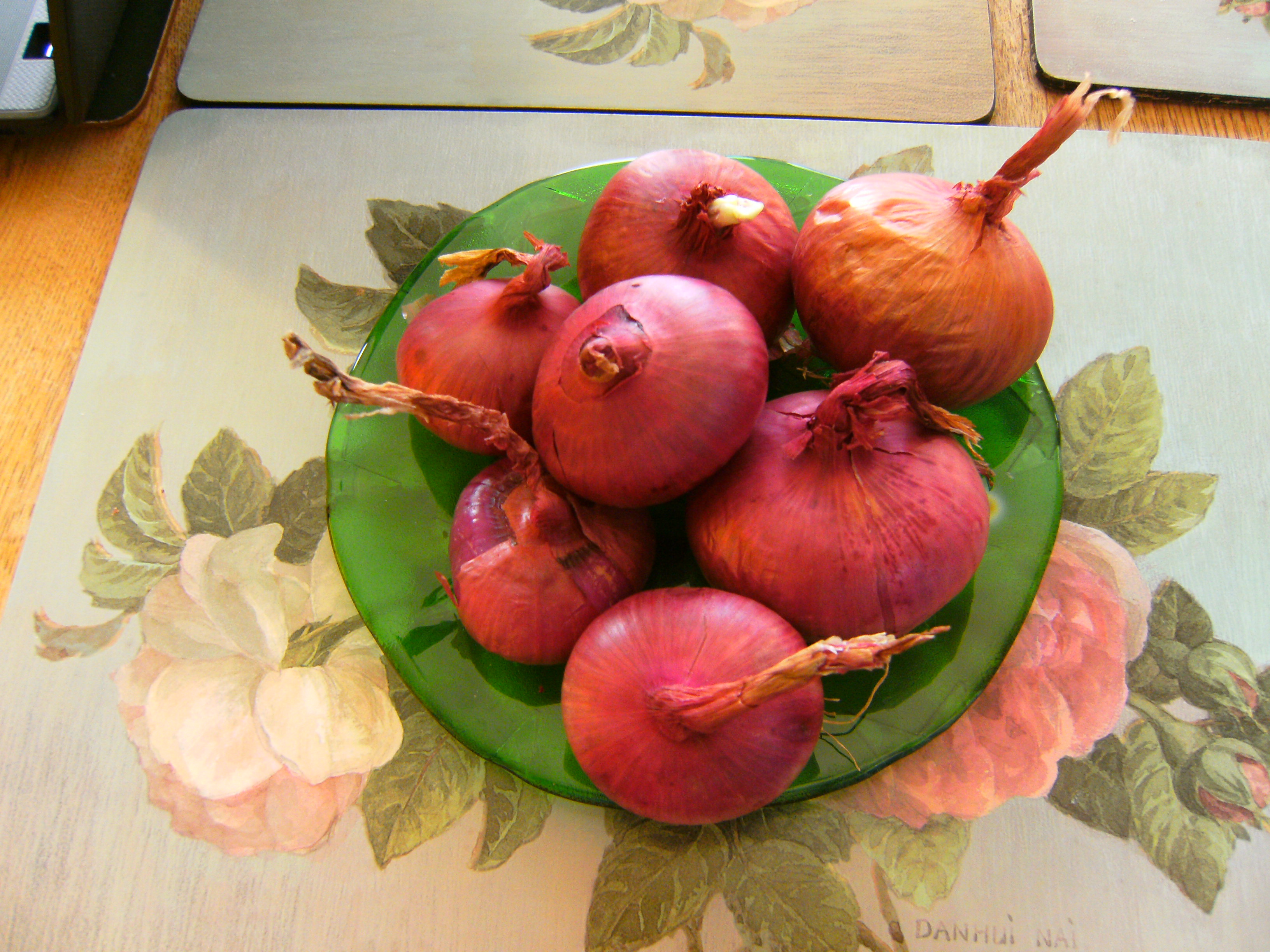
Höribüllen mit typischer bauchiger Form, gekauft in Iznang, Höri, Untersee

Während früher der Absatz in großen Mengen über die Zwiebelmärkte im Vordergrund stand, wird heute der größte Teil über Direktvertrieb, Wochenmärkte und Gastronomie in kleinen Mengen verkauft. Auch im Schwarzwald und im Württembergischen, in Villingen, Tuttlingen, Rottweil und Ebingen, trifft man auf die Zwiebeln der Höri. Meist sind Metzgereien und Gaststätten Abnehmer, obwohl als scharfe Konkurrenten in neuerer Zeit die Gelben Pfälzer und Zittauer und die weißen italienischen Speisezwiebeln auftreten.
In der Gastronomie und bei den Metzgern wird die Höri-Bülle mehr und mehr von anderen Sorten verdrängt, die sich aufgrund der Größe schneller verarbeiten lassen und besser lagerfähig sind. Beim Verkauf an den Handel stellt sich für die Höribauern das Problem der EU-Normierung: die flache, breite Form der Höri-Bülle passt nicht in die Klassifizierungen der Norm, bei der der Durchmesser ausschlaggebend ist.
An der Hauptverkehrsstraße durch die Orte Moos und Iznang gibt es einen Verkauf direkt vom Gemüse-Pavillon aus oder aus dem Gemüseladen. Einige Erzeuger versenden auch die Höri-Büllen.

## Historische Aspekte
Der Gemüse- und Zwiebelanbau am westlichen Teil des Bodensees geht bis ins 8. Jahrhundert zurück und ist durch die Geschichtsschreiber des Klosters Reichenau dokumentiert.
Der Geschichtsschreiber der Abtei Reichenau, Gallus Öheim von Radolfzell, berichtet, dass unter dem berühmten Abt Walahfrid Strabo (809–849) 50 hörige Rebleute aus dem damals reichenauschen (jetzt schweizerischen) Städtchen Steckborn am Untersee zur Verbesserung der Mahlzeiten für die Mönche der Reichenau in den dortigen Klostergärten auch Gemüse, nämlich „porrum“ und „loch“ (das sind Lauchgewächse) und auch „zibel“ (Zwiebeln), „bawen“, das heißt pflanzen, mussten. Demnach reicht also der Zwiebelanbau am Untersee schon in das 9. oder 8. Jahrhundert zurück.
Später bauten die selbständigen Bauern auf der Höri Zwiebeln als das Hauptgemüse an, das auf den Zwiebelmärkten der nahen Schweiz und noch bis in die 1990er-Jahre in Konstanz im Herbst verkauft wurde. Dazu wurden die Zwiebeln auf Booten zu den jeweiligen Städten transportiert. Metzger und Gastwirte kauften dort ihren Jahresbedarf an Zwiebeln ein, ebenso war auch in den privaten Haushalten noch die Vorratswirtschaft lange verbreitet. Parallel dazu entwickelten sich die Wochenmärkte in den nahen Städten Radolfzell und Singen, die auch heute noch hauptsächlich von den Höribauern beschickt werden.

## Traditionelle Beziehungen zur Region
Die besondere Bedeutung des Anbaus der Bülle für die Halbinsel Höri wurde im Jahr 1976 durch die Einrichtung des Büllefestes in Moos als jährlich wiederkehrendes Ereignis am 1. Oktobersonntag hervorgehoben. Hierfür werden Zwiebelzöpfe aus Höri-Bülle und zum Teil gemischt mit gelben Zwiebeln (Stuttgarter Riesen) geflochten, wobei die flache Form der Höri-Bülle sich besonders gut zum Zopfen eignet. Bewirtet wird hauptsächlich mit Zwiebelprodukten: Zwiebelsuppe, -kuchen, -dinnele und ähnlichem.
Noch immer sind in vielen Bereichen des kulturellen Lebens der Region die Beziehungen zur Bülle als traditionellem Wert sichtbar: Der Ortsteil Weiler hat zum Beispiel eine Narrenzunft mit der Bezeichnung „Büllebläri“ (-bläri von blären = weinen). Auf dem Untersee wird alljährlich eine Segelregatta um den Bülle-Cup ausgetragen. Das Dialektwort Bülle, regional auch Bölle, gilt im alemannischen Sprachraum generell für Zwiebeln. Das Wort geht sicher auf das althochdeutsche „zwiebolle“ zurück, ist sicher auch mit dem spätlateinischen „cepa“ verwandt, aus dem im Italienischen die „cipolla“ entstanden ist.

## Filme
- Bülle-Fest auf der Höri bei YouTube